# Wojciech Truchan
Wojciech Truchan (* 5. März 1948 in Dzianisz) ist ein ehemaliger polnischer Biathlet, der Mitte der 1970er Jahre erfolgreich international Rennen bestritt.
Wojciech Truchan war für WKS Legia Zakopane aktiv. Erste Erfolge hatte er als Junior. Bei den Juniorenweltmeisterschaften 1974 gewann er in Minsk mit Stanislaw Obrochta und Ludwik Zięba Staffel-Bronze hinter Finnland und der DDR.
1975 trat Truchan in Antholz erstmals bei Biathlon-Weltmeisterschaften an und gewann mit Jan Szpunar, Andrzej Rapacz und Ludwik Zięba als Schlussläufer im Staffelrennen hinter Finnland und der Sowjetunion die Bronzemedaille. Im Einzel wurde er 38., im Sprint 40. Ein Jahr später wurde er bei den Olympischen Spielen in Innsbruck mit Jan Szpunar, Andrzej Rapacz und Ludwik Zięba erneut als Schlussläufer im Staffelrennen 12., in Einzel erreichte er Rang 28. Beim letztmals nichtolympischen Sprint, der als Weltmeisterschaft ausgetragen wurde, belegte Zięba Rang 31.

## Bilanz im Biathlon-Weltcup
Die Tabelle zeigt alle Platzierungen (je nach Austragungsjahr einschließlich Olympische Spiele und Weltmeisterschaften).
- 1.–3. Platz: Anzahl der Podiumsplatzierungen
- Top 10: Anzahl der Platzierungen unter den ersten zehn (einschließlich Podium)
- Punkteränge: Anzahl der Platzierungen innerhalb der Punkteränge (einschließlich Podium und Top 10)
- Starts: Anzahl gelaufener Rennen in der jeweiligen Disziplin

| Platzierung                | Einzel | Sprint | Verfolgung | Massenstart | Team | Staffel | Gesamt |
| -------------------------- | ------ | ------ | ---------- | ----------- | ---- | ------- | ------ |
| 1. Platz                   |        |        |            |             |      |         |        |
| 2. Platz                   |        |        |            |             |      |         |        |
| 3. Platz                   |        |        |            |             |      | 1       | 1      |
| Top 10                     |        |        |            |             |      | 1       | 1      |
| Punkteränge                |        |        |            |             |      | 1       | 1      |
| Starts                     | 2      | 2      |            |             |      | 1       | 5      |
| Stand: Daten unvollständig |        |        |            |             |      |         |        |